# Baltazar Walentinsson
Baltazar Walentinsson, född på 1600-talet, var en svensk borgmästare och riksdagsman.

## Biografi
Baltazar Walentinsson föddes på 1600-talet. Han blev 1692 borgmästare i Fredrikshamn och var riksdagsledamot för borgarståndet i Fredrikshamn vid riksdagen 1697, riksdagen 1719 och riksdagen 1720. Walentinsson avled troligen före 1722.